# Cirrochroa malaya
Cirrochroa malaya is een vlinder uit de familie van de Nymphalidae. De wetenschappelijke naam van de soort is voor het eerst geldig gepubliceerd in 1860 door Felder.